# Heydebrand
Heydebrand, auch Heidebrand oder Heydebrand und der Lasa, ist der Name eines schlesischen Adelsgeschlechts. Die Familie, deren Zweige zum Teil bis heute bestehen, ist stammesverwandt mit dem niederschlesischen Uradelsgeschlecht von der Heyde, die auch ein ähnliches Wappen führen.

## Geschichte

### Herkunft
Erstmals urkundlich erwähnt wird das Geschlecht am 25. Januar 1287 mit Heinrich von Berolisdorf (Bärsdorf) auf Heinrichsdorf (Heinersdorf) bei Liegnitz. Mit ihm beginnt auch die ununterbrochene Stammreihe der Familie.
Niklin de Hayda in Liegnitz, der im Jahre 1342 in einer Urkunde erscheint und ein Nachkomme des 1287 urkundlich genannten Heinrich war, führt als erster Angehöriger den Namen Hayda bzw. Heyde. Um 1320 wurde der namensgebende Besitz Haidau von Heinrichsdorf abgeteilt. Ab der zweiten Hälfte des 14. Jahrhunderts erscheint die Namensform von der Heyde.
1575 wird Lorenz Heidebrand auf Lahse (im ehemaligen Landkreis Militsch), erstmals urkundlich erwähnt. Die Namensform geht wahrscheinlich auf eine Grundbesitzvererbung der schlesischen Familie Brand zurück. Bis 1710 war auch die Schreibweise Heyde-Brand gebräuchlich.

### Linien und Persönlichkeiten
Hans Christoph und Joachim Sigismund von Heydebrand waren die Stifter der beiden Linien der Familie.

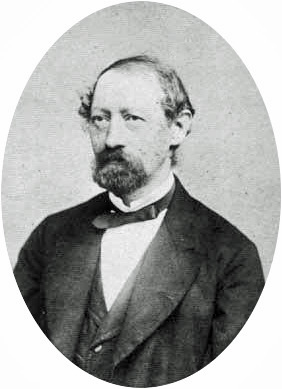
Tassilo von Heydebrand und der Lasa (1818–1899)

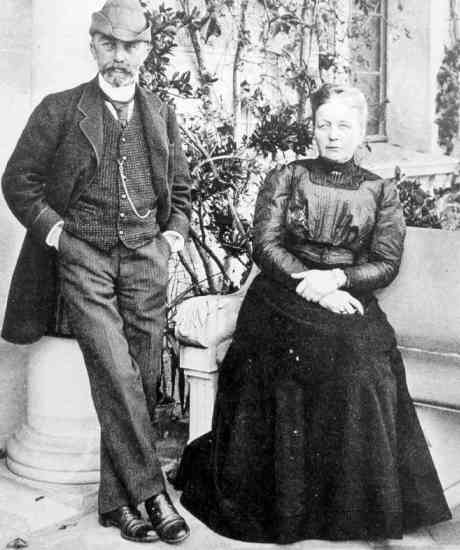
Ernst von Heydebrand und der Lasa (1851–1924) mit seiner Ehefrau

#### 1. Linie
Hans Christoph von Heydebrand und der Lasa (1666–1748) begründete die erste Linie zu Wilkau. Von seinen Nachkommen wurde Ernst Wilhelm Christian von Heydebrand und der Lasa (1745–1819) preußischer Rittmeister und Landrat. Aus seiner 1775 geschlossenen Ehe mit Elenora von Monsterberg (1755–1819) gingen die beiden Söhne Ernst Christian Sigismund (1780–1855) und August Wilhelm Ferdinand (1782–1858) hervor.
Ernst Oskar Sylvius von Heydebrand und der Lasa (1815–1888), ein Sohn von Ernst Christian Sigismund, starb als königlich preußischer Geheimer Regierungsrat, Landrat und Landesältester. Er heiratete 1850 Agathe von Salisch (1832–1881). Das Paar hatte vier Söhne, von denen Georg Adam August (* 1852) als königlich preußischer Regierungspräsident in Osnabrück 1901 verstarb. Hans Sylvius Adam (1854–1902) wurde preußischer Hauptmann und Rechtsritter des Johanniterordens, Christoph Ernst Caspar (1863–1921) preußischer Oberforstmeister und Oskar Ernst Sylvius (1867–1931) starb als preußischer Oberstleutnant außer Dienst. Die drei älteren Brüder konnten die Linie mit Söhnen und Töchtern fortsetzen.
Ferdinand Ernst Adam von Heydebrand und der Lasa (1820–1868), Landesältester, Ehrenritter des Johanniterordens und Sohn von August Wilhelm Ferdinand, heiratete 1847 Caroline von Spiegel. Von deren beiden Söhnen wurde Wilhelm Adam Sigismund von Heydebrand und der Lasa (1849–1908) königlich preußischer Wirklicher Geheimer Regierungsrat, Regierungspräsident, Rechtsritter des Johanniterordens und Mitglied des Reichstages. Aus seiner 1881 geschlossenen Ehe mit Davida von Herder (1860–1931) gingen zwei Söhne und zwei Töchter hervor.

#### 2. Linie
Joachim Sigismund von Heydebrand und der Lasa (1670–1716) war der Begründer der zweiten Linie zu Orontowitz/Storchnest. Leopold Blasius Valentin von Heydebrand und der Lasa (1754–1808), einer seiner Nachkommen, starb als preußischer Major außer Dienst. Er heiratete in erster Ehe Beate Henriette Wientzeck (1754–1794) und in zweiter Ehe 1798 Maria Theresia von Schimony-Schimonsky (1776–1864), Senioratsherrin auf Stiebendorf. Aus erste Ehe stammte der Sohn Heinrich Joseph Karl und aus zweiter Ehe der Sohn Friedrich Constantin.
Der ältere Sohn aus erster Ehe Heinrich Joseph Karl von Heydebrand und der Lasa (4. Mai 1790 in Pless – 29. September 1868 in Warmbrunn) starb als preußischer Generalmajor außer Dienst. Dessen Sohn Tassilo von Heydebrand und der Lasa (17. Oktober 1818 in Berlin – 27. Juli 1899 in Storchnest) aus der 8. Jänner 1818 geschlossenen Ehe mit Emilie Thomann (1785–1875) war kaiserlich deutscher Wirklicher Geheimer Rat, Gesandter, Rechtsritter des Johanniterordens, bedeutender Schachmeister und Schachtheoretiker. Er heiratete 1860 Anna von Helldorff aus dem Hause Breda und hinterließ einen Sohn, Heinrich Bernhard Adolf von Heydebrand und der Lasa (1861–1924), königlich preußischer Kammerherr, Mitglied des Provinziallandtages in Posen und Mitglied des Preußischen Herrenhauses, und vier Enkelkinder. Tassilos Bruder Adam Sigismund Leopold von Heydebrand und der Lasa (1826–1897), preußischer Major, heiratete 8. Februar 1858 in Bohumín mit Alexandra Gräfin Rudnitzka (1834 in Bohumín –1902). Auch er konnte die Linie mit zwei Söhnen: Egon Tassilo Adam Siegismund Heinrich Wortimer (* 17. November 1858 in Bohumín) und Detlev Tassilo Adam Sigismund Emil Leopold (* 15. November 1859 in Bohumín) und zweier Tochter: Editha Carola Johanna Eilie Julie (* 23. September 1861 in Bohumín) und Irene Leopoldine Marie (* 27. April 1863 in Bohumín), sowie fünf Enkelkindern fortsetzen.
Friedrich Constantin von Heydebrand und der Lasa (1807–1889), der Sohn aus zweiter Ehe von Leopold Blasius Valentin, wurde preußischer Major. Er hinterließ aus seiner Ehe mit Florentine von Slawska (1816–1887) den Sohn Victor Constantin von Heydebrand und der Lasa (1845–1909).
Ein Familienverband wurde am 8. Oktober 1921 gegründet. Die Aufnahme in das Gothaische Genealogisches Taschenbuch der Adeligen Häuser A (Uradel) erfolgte nach einer Entscheidung der Abteilung für adelsrechtliche Fragen (Berlin 17. November 1934).

### Besitzungen
Die von Heydebrand waren in Schlesien im Fürstentum Brieg bei Kreuzburg sowie in Österreichisch-Schlesien bei Teschen begütert. Alte Familienbesitzungen waren auch Bischdorf und Schinardt sowie Sarnow bei Pitschen und Suchau bei Groß Strehlitz. Adam von Heydebrand und der Lasa besaß 1659 Bischdorf. Anfang des 18. Jahrhunderts war Adam Sigismund von Heydebrand Herr auf Sarnow und Joachim von Heydebrand Herr auf Suchau. Im Jahre 1806 war Friedrich Wilhelm von Heydebrand auf Nieder-Wilkau und Nassadel Landrat des Landkreises Namslau. Nassadel blieb Eigentum seiner Nachkommen. Sein Bruder († 1815), pensionierter Oberstleutnant, besaß Tornow und Eggersdorf in der Prignitz. In der ersten Hälfte des 19. Jahrhunderts war Tornow noch im Besitz des weiblichen Stammes der Familie.

Wappen aus dem GHdA

## Wappen
Das Wappen ist gespalten. Rechts in Silber ein roter Schrägrechtsbalken, begleitet von zwei roten Sternen (Wappen derer von Pack auf Priebus), links in Blau ein einwärtsgekehrter gekrönter goldener Löwe. Auf dem Helm mit rechts rot-silbernen und links blau-goldenen Helmdecken der Löwe wachsend zwischen einem blau-silbernen Flug und unter einem in den Schildfarben gebrochenen Balken, der auf der silbernen Hälfte mit einem roten und auf der blauen mit einem goldenen Stern belegt ist.
Das Wappen ist identisch mit dem Wappen des Breslauer und Liegnitzer Zweiges des stammverwandten Geschlechts von der Heyde. Es erscheint 1424 auf dem Siegel des Hans von der Heyde auf Alt-Gandau.

## Bekannte Familienmitglieder
- Caroline von Heydebrand (1886–1938), deutsche anthroposophische Pädagogin
- Ernst von Heydebrand und der Lasa (1851–1924), deutscher Politiker (Deutschkonservative Partei), MdR
- Ernst von Heydebrand und der Lasa (Richter) (1884–1963), Reichsrichter
- Ernst Wilhelm Christian von Heydebrand und der Lasa (1745–1819), preußischer Rittmeister und Landrat
- Georg von Heydebrand und der Lasa (1853–1901), preußischer Regierungspräsident in Osnabrück
- Hans Christoph von Heydebrand und der Lasa (1893–1942), deutscher Generalmajor
- Heinrich von Heydebrand und der Lasa (General) (1790–1868), preußischer Generalmajor
- Heinrich von Heydebrand und der Lasa (Politiker) (1861–1924), deutscher Politiker
- Leopold von Heydebrand und der Lasa (1754–1808), preußischer Major und Ritter des Ordens Pour le Mérite
- Oskar von Heydebrand und der Lasa (1815–1888), preußischer Geheimer Regierungsrat und Landrat
- Tassilo von Heydebrand und der Lasa (1818–1899), deutscher Schachmeister
- Wilhelm von Heydebrand und der Lasa (1849–1908), Regierungspräsident und Mitglied des Deutschen Reichstags